# Anthidium amabile
Anthidium amabile är en biart som beskrevs av Johann Dietrich Alfken 1932. Anthidium amabile ingår i släktet ullbin, och familjen buksamlarbin. Inga underarter finns listade i Catalogue of Life.